# Ränninsaari
Ränninsaari är en ö i Finland. Den ligger i vattendraget Tainionvirta mellan sjöarna Nuoramoisjärvi och Majuvesi och i kommunen Sysmä i den ekonomiska regionen  Lahtis ekonomiska region  och landskapet Päijänne-Tavastland, i den södra delen av landet, 150 km norr om huvudstaden Helsingfors. Öns area är 0,5 hektar och dess största längd är 130 meter i sydöst-nordvästlig riktning.